# 1994
Évszázadok: 19. század – 20. század – 21. század
Évtizedek: 1940-es évek – 1950-es évek – 1960-as évek – 1970-es évek – 1980-as évek – 1990-es évek – 2000-es évek – 2010-es évek – 2020-as évek – 2030-as évek – 2040-es évek
Évek: 1989 – 1990 – 1991 – 1992 –  1993 – 1994 – 1995 – 1996 – 1997 – 1998 – 1999

## Események

### Január
- január 1.
  - Mexikó Chiapas államában zapatista felkelés tör ki. (A neoliberális globalizációt ellenző mozgalmak kezdete.)
  - Életbe lép az Észak-amerikai Szabadkereskedelmi Társulás (NAFTA), Kanada, az USA és Mexikó részvételével. (Célja a tagországok egymás közötti kereskedelmének könnyítése.)[1]
- január 7. – A Visegrádi Csoport országai védelmi minisztereinek első találkozója Varsóban.
- január 10–11. – A brüsszeli csúcsértekezleten a NATO állam- és kormányfői útjára indítják a Partnerség a Békéért (PfP) programot, amelyben együttműködést ajánlanak a Varsói Szerződés volt tagországainak, illetve a szovjet utódállamoknak.
- január 12.
  - Fodor Gábor országgyűlési képviselő kilép a Fideszből és az SZDSZ-hez csatlakozik.
  - Kaposvár és Taszár között a menetrend szerint közlekedő autóbusz pótkocsis teherautóval ütközik. A baleset 12 utas halálát okozza.
- január 14.
  - Az amerikai, az orosz és az ukrán elnök háromoldalú megállapodást ír alá Moszkvában, amely részletezi az Ukrajnában lévő nukleáris robbanófejek Oroszországnak történő átadása eljárásait, az ezzel kapcsolatos kompenzációt és biztonsági garanciákat.
  - Bill Clinton amerikai és Borisz Jelcin orosz elnök Moszkvában egyezményt ír alá, amely kimondja, hogy 1994. május 30-ától kezdődően többé nem irányítják egymás országa ellen a nagy hatótávolságú nukleáris rakétáikat.
- január 17. – Nagy erejű, a Richter-skálán 6,6-es erősségű földrengés rázza meg Los Angeles térségét.
- január 18. – Az orosz állami duma választásai Jelcin elnök ellenfeleinek jelentős előretörését eredményezik.
- január 24.
  - Meggyilkolnak egy cukrászmestert és háromtagú családját Szegeden. A rendőrség a családirtással, valamint több más magyarországi fegyveres leszámolás elkövetésével a január 28-án elfogott Magda Marinkó volt szerb idegenlégióst gyanúsítja.
  - Jugoszláviában leállítják a fedezet nélküli készpénz kibocsátást és bevezetik az 1:1 arányban a német márkához kötött "szuperdinárt".
- január 26. – Teodor Meleșcanu román külügyminiszter a NATO–központban aláírja a Partnerség a Békéért (PfP) keretdokumentumot.
- január 27. – Algirdas Brazauskas litván elnök Brüsszelben aláírja a PfP keretdokumentumot.

### Február
- február 1.
  - Magyarországon a minimálbér 9000 Ft-ról 11 500 Ft-ra emelkedik.
  - Sergio Silvio Balanzino váltja fel Amadeo de Franchis nagykövetet a NATO főtitkárhelyettesi posztján.[2]
- február 2. – Waldemar Pawlak lengyel kormányfő aláírja a Partnerség a Békéért (PfP) keretdokumentumot a NATO–központban.[3]
- február 3.
  - Jüri Luik észt külügyminiszter Brüsszelben aláírja a PfP szerződést.[4]
  - Az USA feloldja a Vietnámmal szemben 19 évvel korábban, még a háború idején elrendelt gazdasági embargót.
- február 6. – Butrosz Butrosz-Gáli ENSZ–főtitkár felkéri a NATO-t, hogy készüljön fel esetleges légicsapásokra a Szarajevó és közelében lévő tüzérségi állások ellen azt követően, hogy a város zsúfolt piactere ellen aknavetőkkel végrehajtott támadás következtében sokan életüket vesztették.
- február 8. – Jeszenszky Géza magyar és Anatolij Zlenko ukrán külügyminiszter Brüsszelben aláírják a Partnerség a Békéért keretdokumentumot.
- február 9.
  - Az Észak-atlanti Tanács elítéli Szarajevó folytatódó ostromát és bejelenti, ha bármely fél nehézfegyverzete a város központjától 20 km.-es körzetben marad február 20. után, kiteszi magát a NATO légicsapásainak.
  - Csődbe megy a Lupis Brókerház, az első magyarországi ún. brókerbotrány kezdete.
- február 12. – A norvégiai Lillehammerben megkezdődik a téli olimpia.
- február 14.
  - Zselju Zselev bolgár elnök és Valdis Birkavs lett kormányfő aláírják a PfP keretdokumentumot.
  - Kazahsztán – Atomfegyverekkel nem rendelkező államként – csatlakozik az Atomsorompó Egyezményhez.
- február 15. – Az Egyesült Királyság és Oroszország megállapodik abban, hogy nukleáris rakétáik átprogramozásával 1994. május 30-ától már nem irányítják egymás célpontjai ellen.
- február 16. – Görög embargó Macedónia ellen.
- február 18. – Az MDF VII. országos gyűlése; a párt elnökének Für Lajost választják.
- február 25. – Tömegmészárlás Hebronban.[5][6]
- február 27. – Az MSZP kongresszusa elfogadja a párt választási programját, az országos listát a párt elnöke, Horn Gyula vezeti.
- február 28. – Az ENSZ által Bosznia-Hercegovina fölött elrendelt tiltott repülési zónában a Szövetség repülői lelőnek – a tilalmat megsértő – négy harci repülőgépet.

### Március
- március 1. – Finnországban Mauno Koivisto utódaként Martti Ahtisaarit választják köztársasági elnökké.[7]
- március 4. – Az Ukrajna, Oroszország és az USA által – 1993. január 14-én – kiadott háromoldalú nyilatkozat előírásainak megfelelően a 60 nukleáris robbanófejből álló első szállítmány elhagyja Ukrajnát és Oroszországba érkezik.
- március 10. – Václav Klaus cseh kormányfő Brüsszelben aláírja PfP szerződést.[8]
- március 16.
  - Szlovákiában a parlament bizalmi szavazáson megbuktatja Vladimír Mečiar kormányát. Az új választásokig az egykori külügyminiszter, Jozef Moravčik lesz az átmeneti kormány vezetője.
  - Moldova csatlakozik a PfP-hoz.[9]
  - A Legfelsőbb Bíróság felmenti a háborús bűntett miatt emelt vád alól Szombathelyi Ferenc vezérezredest, egykori vezérkari főnököt, mert az 1946-ban terhére rótt bűncselekményt nem követte el.[10]
- március 18. – Washingtonban aláírják a horvát-bosnyák kettős államszövetségi egyezményeket. (Elcsendesedik a horvát-muzulmán háború.)
- március 19. – Több német városban zavargások törnek ki, amikor az ott élő kurdok tiltakoznak népük törökországi elnyomása ellen.
- március 23. – Grúzia Brüsszelben aláírja a Partnerség a Békéért keretdokumentumot.[11]
- március 27.
  - Az olaszországi parlamenti választásokon Silvio Berlusconi új pártja, a Forza Italia vezette jobboldali koalíció éri el a legjobb eredményt.
  - Először tartanak parlamenti választásokat a független Ukrajnában.
- március 30. – Janez Drnovšek szlovén elnök a brüsszeli NATO-központban aláírja a PfP keretdokumentumot.[12]

### Április
- április 1. – Jeszenszky Géza külügyminiszter benyújtja Magyarország csatlakozási kérelmét az Európai Unióhoz.
- április 6.
  - A parlament elfogadja a földtörvényt. (Ennek értelmében külföldi nem szerezhet földet Magyarországon.)
  - A Juvénal Habyarimana ruandai és Cyprien Ntaryamira burundi elnököket szállító repülőgép elleni kigali merénylet után kegyetlen polgárháború robban ki (április 7.) Ruandában.[13]
  - A Hamász elköveti első, izraeli területen izraeli civilek elleni merényletét, nyolc életet kioltva.[6]
- április 7. – Befejezi négyéves munkáját a rendszerváltás utáni első magyar parlament.
- április 10. – Az ENSZ–erők parancsnokának kérésére NATO–repülőgépekkel szoros légi támogatást nyújtanak Bosznia-Hercegovinában az ENSZ által védett területnek nyilvánított Gorazsdéban tartózkodó ENSZ–személyzet számára, az ENSZ előretolt légi irányítójának útmutatása mellett.
- április 14. – Amerikai harci gépek tévedésből saját helikoptereiket lövik le Irak felett.
- április 16. – Lelőnek egy brit Sea Harrier repülőgépet, amely részt vett a Bosznia-Hercegovinában tartózkodó UNPROFOR csapatok védelmét célzó, a NATO által végzett szoros légi támogató feladatban.
- április 18. – Tályak Miklós első magyarként ejtőernyővel eljut az Északi-sarkra[forrás?]
- április 21.
  - Helmut Kohl német kancellár Budapesten tárgyal.
  - Elfoglalja a gyulafehérvári érseki széket Jakubinyi György püspök.
- április 22. – Az ENSZ főtitkárának április 18-ai kérésére az Észak-atlanti Tanács újabb döntéseket hoz a légierő alkalmazásáról az ENSZ–erők védelmének céljából Bosznia-Hercegovina teljes területén és az ENSZ által kijelölt védett területeken. (A Tanács légicsapásokat hagy jóvá, amennyiben nem vonják ki a teljes boszniai szerb nehézfegyverzetet április 27-éig Gorazsde 20 km-es körzetéből. Ezt az időt szabják meg más, az ENSZ által védettnek nyilvánított területekre is, ha azokat nehézfegyverzettel támadják.)
- április 24.
  - Boross Péter miniszterelnök és Franz Vranitzky osztrák kancellár felavatja a Fertő tó körüli nemzeti parkot, amely a két ország kezelésében működik.
  - Jichák Rabin az első izraeli miniszterelnök, aki látogatást tesz Moszkvában.
- április 25. – Piotr Kołodziejczyk lengyel védelmi miniszter a NATO–központba látogat, hogy átadja országa PfP jelentkezési okmányát.
- április 26. – Nagoja japán város repülőterén leszállás közben lezuhan a kínai China Airlines Taipeiből érkező Airbus típusú utasszállítógépe. A roncsok között 264 ember veszti életét, heten életben maradnak.
- április 27.
  - A NATO Katonai Bizottsága együttműködési ülést tart vezérkari főnöki szinten a NATO–központban.
  - Heves polgárháborús összecsapások robbannak ki a jemeni Amrán térségében az északi és a déli katonaság egységei között.
- április 27–29. – Budapesten NACC–szemináriumot rendeznek „A nemzeti védelmi programok tervezése és irányítása” címmel.
- április 29. – A Dél-afrikai Köztársaságban megtartott első szabad választásokon a Nelson Mandela vezette Afrikai Nemzeti Kongresszus 62%-ot szerez.

### Május
- május 1. – A San Marinó-i Formula–1-es futamon halálos balesetet szenved a 34 éves, háromszoros világbajnok brazil autóversenyző, Ayrton Senna.
- május 4. – Jichák Rabin izraeli miniszterelnök és Jasszer Arafat a Palesztin Függetlenségi Front Béke-Nobel-díjas vezetője szerződést ír alá a palesztin önrendelkezés bevezetéséről a Gázai övezetben és Jerikóban.
- május 4. – A rendőrség letartóztatja Bene Lászlót és Donászi Aladárt.
- május 5. – Horn Gyula az MSZP elnöke súlyos autóbalesetet szenved. A politikus hosszú ideig kénytelen nyakcsigolya-tehermentesítőt viselni.
- május 6. – II. Erzsébet angol királynő és Mitterrand francia köztársasági elnök megnyitja a La Manche alatti Euro-alagutat (a Csalagutat).[14]
- május 8. – Parlamenti választások Magyarországon.[15]
- május 9. – A Dél-afrikai Köztársaságban elnökké választják Nelson Mandelát, az Afrikai Nemzeti Kongresszus vezetőjét.
- május 10. – Olaszországban először alakít kormányt Silvio Berlusconi.
- május 12. – Tűzszüneti egyezmény vet véget a hat éve kezdődött, mintegy 20 ezer ember életét követelő, Azerbajdzsánba ékelt, de örmények lakta Karabah hovatartozásáért folytatott háborúnak.
- május 17.
  - József Attila hamvait a Fiumei úti temető egykori Munkásmozgalmi Panteonjából áthelyezik a 35. számú parcellába, édesanyja mellé.
  - Csehország átadja a NATO-nak a PfP jelentkezési okmányt.
- május 22. – Polgárháborús harcok után ismét két részre szakad az egyesített Jemen.
- május 27. – A szlovák parlament elfogadja az új anyakönyvezési törvényt. Ennek értelmében nem kötelező a magyar nevek szlovákul történő írása.
- május 29. – A parlamenti választások második fordulója; az MSZP megszerzi a mandátumok 54%-át.[15]

### Június
- június 3. – Sergio Balanzino NATO–főtitkárhelyettes hivatalosan megnyitja – a NATO–központ Manfred Wörner épületszárnyban – a partner országok irodáit.[16]
- június 6.
  - Tartományi választások Németországban, Szász-Anhaltban a CDU hajszálnyival győz, de SPD-Zöld kormány alakul.
  - Bulgária és Magyarország átadja a NATO–központban a PfP jelentkezési okmányát.
- június 9. – A NATO külügyminiszterei isztambuli ülésükön áttekintik a brüsszeli csúcsértekezlet döntéseinek végrehajtása terén elért előrelépést és megállapítják, hogy már 20 ország csatlakozott a PfP-hez.
- június 12. – Népszavazás erősíti meg Ausztria csatlakozását az Európai Unióhoz.
- június 17. – Budapesten a Kerepesi temetőben végső nyughelyükre kerülnek gróf Bethlen István néhai miniszterelnök jelképes hamvai.[15]
- június 18. – Búcsú-díszszemlét tartanak Berlinben az Egyesült Államok, Franciaország és Nagy-Britannia Németországból kivonuló csapatai.
- június 22. – Andrej Kozirjev orosz külügyminiszter látogatást tesz a NATO–központban, hogy aláírja a PfP keretdokumentumot és megbeszélést folytasson a Észak-atlanti Tanáccsal.
- június 24. – Az MSZP és az SZDSZ képviselői koalíciós megállapodást kötnek.
- június 27. – A macumotói gáztámadás, az Aum Sinrikjó első terrorcselekménye a tokiói támadás előtt.
- június 28. – Megalakul az új magyar országgyűlés.

### Július
- július 1.
  - Jasszer Arafat visszatér a Gázai-övezetbe, a PFSZ székhelyét Tuniszból ide helyezi át.
  - A berlini Reichstagban beiktatják hivatalába az Német Szövetségi Köztársaság sorrendben hetedik államfőjét, Roman Herzogot.
  - Real néven új valutát vezetnek be Brazíliában.
- július 2. – Egy medellíni bár előtt agyonlövik Andrés Escobart, a labdarúgó-világbajnokságon kiesett kolumbiai válogatott 27 éves játékosát, aki június 22-én az USA elleni meccsen öngólt rúgott.
- július 5.
  - Hivatalosan elfogadják Lengyelországnak a NATO-val létrejövő PfP egyéni partnerségi programját.
  - Oroszország átadja PfP jelentkezési okmányát.
- július 6. – Rigába érkezik Bill Clinton amerikai elnök. Európai körútja során Lettországon kívül ellátogat Lengyelországba és Németországba, majd részt vesz a hét legfejlettebb ipari ország nápolyi csúcstalálkozóján.
- július 7. – Az észak-jemeni csapatok bevonulnak a dél-jemeni fővárosba, Ádenbe, s ezzel véget ér a két hónapig tartó, 6-7 ezer emberéletet követelő jemeni belháború.
- július 8.
  - Meghal Kim Ir Szen a Koreai Népi Demokratikus Köztársaság vezetője. Funkcióit a fia, Kim Dzsongil veszi át.
  - Észtország átadja a PfP jelentkezési okmányát.
- július 9. – A Fidesz zárt ajtók mögött tartott rendkívüli kongresszusán ismét Orbán Viktort választja a párt elnökévé.
- július 10. – A Moszkva-barát, baloldali Leonyid Kucsma nyeri az ukrán elnökválasztást.
- július 12.
  - Clinton elnök történelmi beszédet mond a berlini Brandenburgi kapu keleti oldalán, ahol kijelenti, hogy Európa megosztottságának ideje a berlini fal ledőlésével végleg lejárt.
  - A Német Szövetségi Alkotmánybíróság tisztázza a német erők külföldi bevetésének alkotmányos alapját, ezáltal elhárulnak azok az alkotmányos ellenvetések, amelyek eddig nem tették lehetővé a német részvételt az ENSZ, a NATO, vagy a WEU békefenntartó misszióiban.
- július 15.
  - Megalakul a Horn-kormány.[17]
  - Az Európai Unió állam- és kormányfői brüsszeli rendkívüli csúcsértekezletükön az 57 éves luxemburgi kormányfőt, Jacques Santert választják öt évre a közösség „kormánya”, a brüsszeli végrehajtó bizottság élére.
- július 18.
  - Lettország átadja PfP jelentkezési okmányát.
  - A Ruandai Hazafias Front befejezettnek nyilvánítja az országban dúló polgárháborút, és egyoldalúan tűzszünetet hirdet. Ruanda köztársasági elnökévé Pasteur Bizimungut nevezik ki.
- július 20.
  - Szlovénia átadja PfP jelentkezési okmányát.
  - Aljakszandr Lukasenkát beiktatják a belorusz államfői tisztségbe, miután megnyerte a nemzetközi megfigyelők által a posztszovjet térségben az első, valóban szabadnak minősített választást.[18]
- július 21.
  - A brit Munkáspárt kongresszusán a 41 éves Tony Blairt választja vezetőjévé a májusban váratlanul elhunyt John Smith helyére.
  - Hajnalban bomba robban a budapesti Mátyás-templom Halászbástya felőli oldalánál, senki sem sérül meg, de nagy anyagi károkat okoz a merénylet. (Az év folyamán Szegeden, a Rókus-templomnál, valamint a Parlament XIX. kapujánál is pokolgépet robbantottak.)
- július 25. – Izrael és Jordánia közös nyilatkozatot ír alá Washingtonban, amely véget vet a 46 éves hadiállapotnak.

### Augusztus
- augusztus 2. – A varsói felkelés 50. évfordulójának ünnepségein Roman Herzog német szövetségi elnök bocsánatot kér a lengyel néptől azokért a szenvedésekért, melyeket a németek okoztak nekik.
- augusztus 4.
  - Szakítás Belgrád és Pale között, Kis-Jugoszlávia lezárja boszniai határait.
  - Izraeli gépek tévedésből polgári célpontokat bombáznak Libanonban a Hezbollah állásai helyett.
- augusztus 5.
  - A kormány 8%-kal leértékeli a forintot.
  - Az UNPROFOR kérésére NATO repülőgépek támadást intéznek a szarajevói tilalmi zónában egy célpont ellen, azt követően, hogy a boszniai szerbek fegyvereket zsákmányoltak Szarajevó közelében az ENSZ által összegyűjtött fegyverekből.
- augusztus 9. - A volt amerikai elnök, Richard Nixon elhunyt.
- augusztus 13. – Brüsszelben meghal Manfred Wörner a NATO főtitkára, helyettese – Sergio Balanzino – ügyvezető főtitkárként megkezdi tevékenységét.
- augusztus 15. - Szudán fővárosában, Kartúmban elfogják a Carlos néven ismert Ilich Ramírez Sánchez terroristát, majd Párizsba szállítják.[14]
- augusztus 18. – Diáksziget-Eurowoodstock elnevezéssel egyhetes rendezvénysorozat kezdődik az Óbudai-szigeten.
- augusztus 21. – Bosznia-Hercegovina Hadserege (ABiH) Velika Kladuša bevételével felszámolja a szakadár „Nyugat-Boszniai Autonóm Tartományt”.
- augusztus 22. – Hivatalosan elfogadják Svédországnak a NATO-val létrejövő PfP egyéni partnerségi programját.
- augusztus 25. – A Magyar Nemzeti Bank 250 millió dollár értékű kötvényt bocsát ki. Az év során összesen 12 alkalommal történik kötvénykibocsátás, így a jegybank 3,2 milliárd USD középlejáratú hitelhez jut 1994-ben.
- augusztus 31.
  - Az utolsó orosz csapatok is elhagyják Észtországot, és ezzel befejeződik kivonulásuk a három balti államból.
  - Elhagyja Németországot az utolsó exszovjet katonai csapat, amelyik az NDK területén állomásozott.

### Szeptember
- szeptember 1.
  - A hat északír grófság (történelmi nevén Ulster) Írországhoz csatolásáért negyedszázada fegyveresen küzdő katolikus Ír Köztársasági Hadsereg (IRA) tűzszünetet hirdet.
  - 5,2-es erősségű földrengés sújtotta Macedónia délnyugati vidékét és Görögország északi részét, Bulgária nyugati részét, valamint Albánia keleti részét.
- szeptember 3. – Budapesten a Szentendrei úton autós üldözésre és lövöldözésre kerül sor két egymással rivalizáló orosz-ukrán bűnöző csoport tagjai között; egy ember meghal, egy életveszélyesen megsérül.
- szeptember 6. – Moldova átadja PfP jelentkezési okmányát Brüsszelben.
- szeptember 7. – Újraindul a Pester Lloyd.
- szeptember 8. – Az USA, az Egyesült Királyság és Franciaország kivonja a még Berlinben állomásozó szövetséges csapatokat[14]
- szeptember 11.
  - II. János Pál pápa egynapos zágrábi látogatása során 1 millió hívő előtt tart szentmisét. Tervezett szarajevói látogatását kénytelen lemondani.
  - Tartományi választások Németországban: Brandenburgban az SPD, Szászországban a CDU győz.
- szeptember 12. – Lengyelországban, Poznań közelében megrendezik a PfP első közös kiképző gyakorlatát (Cooperative Bridge ’94) 13 
NATO– és partnerország katonáinak részvételével.
- szeptember 14.
  - Megnyitják a 4 milliárd forintos költséggel újjáépített budapesti Nagy-vásárcsarnokot.
  - Hivatalosan elfogadják Románia PfP egyéni partnerségi programját.
- szeptember 19. – Haitin partra szállnak a nemzetközi (főleg amerikai) egységek, hogy helyreállítsák a polgári kormányzást és az 1991-ben elűzött elnök Jean-Bertrand Aristide hatalmát.
- szeptember 22. – Albánia átadja a PfP jelentkezési okmányát.
- szeptember 28. – A Balti-tengeren elsüllyed az Estonia nevű észt utasszállító komphajó. A halottak száma 800 fölött van.
- szeptember 29. – New Yorkban, az Észak-atlanti Tanács külügyminiszteri szinten tartott ülésén felkérik Willy Claes belga külügyminisztert, hogy vállalja el a 
NATO főtitkári tisztét.

### Október
- október 5.
  - Magyarországon tárgyal Teodor Melescanu román külügyminiszter.
  - Örményország Brüsszelben aláírja a PfP keretdokumentumot.
- október 9. – Az MSZP IV. kongresszusán újra Horn Gyulát választják elnökké.
- október 10. – A budapesti EBEE felülvizsgálati konferencia nyitónapja. (A konferencia zárónapja december 2.)
- október 11. – Közzéteszik a Nobel-díjasok névsorát. Közöttük van két magyar származású az USA-ban élő tudós is van: Harsányi János a Berkeley Egyetem professzora közgazdasági, Oláh György kémiai Nobel-díjat kap.
- október 12.
  - Győrben felavatják az Audi Hungária Motor Kft.-t. A német Audi AG 730 millió márkát fektetett a magyarországi motorgyárba.
  - Hivatalosan elfogadják Finnországnak a NATO-val létrejövő PfP egyéni partnerségi programját.
  - Roman Herzog, német államfő hivatalos látogatást tesz Brüsszelben, a NATO központjában.
- október 13. – A japán Kenzaburo Oe az 1994-es irodalmi Nobel-díj kitüntetettje.
- október 14. – Az olasz szakszervezetek évtizedek óta nem látott méretű tüntetéseket szerveznek az ország 90 városában: egyedül Rómában 1 millióan tiltakoznak a Berlusconi-kabinet költségvetési tervezete ellen.
- október 16.
  - Tartományi választások Németországban: Mecklenburg-Elő-Pomerániában a CDU győz.
  - Népszavazás erősíti meg Finnország csatlakozását az Európai Unióhoz.
- október 17. – Willy Claes volt belga kormányfő-helyettes, külügyminiszter tölti be – Manfred Wörner utódjaként – a NATO–főtitkári posztot.[19]
- október 19. – Tel-Avivban (Izrael) pokolgép robban egy autóbuszon: 22 halott és 48 sebesült.
- október 22.
  - Megnyílik a közönség előtt a felújított Vígszínház, a társulat visszaköltözhetett a Nyugati pályaudvar mellett felállított sátorból.
  - Egy orosházi autókrosszversenyen lezuhan a sétarepülést végző helikopter, tíz utasa életét veszti.
- október 28. – Először tartanak szabad választásokat hosszú egypártrendszer és 16 évi polgárháború után Mozambikban.
- október 13. – Li Peng kínai miniszterelnök egy 150 fős delegáció élén Dél-Koreába látogat. Ő a legmagasabb rangú kínai politikus, aki az 1950-53-as koreai háború óta Szöul vendége.

### November
- november 4.
  - Ion Iliescu román államfő látogatást tesz a NATO–központban.
  - Magyarországon a rendőrség letartóztatja az Agrobank Rt. vezetőit.
- november 5. – Ronald Reagan, az Egyesült Államok volt elnöke bejelenti, hogy Alzheimer-kórban szenved.
- november 7. – A Hágai Nemzetközi Törvényszék először emel hivatalosan vádat a délszláv háború során elkövetett bűncselekmények miatt. A vádlott: Dragan Nikolić, egy boszniai szerb fogolytábor volt parancsnoka.
- november 8.
  - A magyar Alkotmánybíróság döntése értelmében nem összeférhetetlen az országgyűlési képviselői poszt és a polgármesterség.
  - Az amerikai törvényhozási, kormányzói és helyhatósági választásokon 1954 óta először kerülnek többségbe a kongresszus mindkét házában a republikánusok.
- november 12. – Mintegy 30 kelet-timori diák hatol be az USA jakartai nagykövetségére, hogy tiltakozzon a jávai szigetvilághoz tartozó egykori portugál gyarmat indonéz fennhatósága ellen.
- november 13. – Népszavazás erősíti meg Svédország csatlakozását az Európai Unióhoz.
- november 14. – Lezárul Csehországban a „kuponos” privatizáció. 340 milliárd korona értékű vagyon kerül magánkézbe.
- november 15.
  - A német parlament alsóháza ötödször választja kancellárrá Helmut Kohlt.
  - Martina Navratilova teniszbajnok bejelenti visszavonulását.
  - Kovács László külügyminiszter és Keleti György honvédelmi miniszter látogatást tesz a brüsszeli NATO parancsnokságon; hivatalosan elfogadják Magyarországnak a NATO-val létrejövő PfP egyéni partnerségi programját.
- november 18.
  - Gázában 11 ember életét követelik, és több mint 200 sebesülését okozzák a palesztin rendőrség és a Jasszer Arafat ellen tüntető vallásos radikálisok közötti véres összecsapások.
- november 21. – Az UNPROFOR kérésére és velük egyeztetve NATO repülőgépek támadást intéznek Udbina repülőtere ellen, Horvátország szerb kézen lévő területén, válaszul arra a támadásra, amelyet Udbinából kiindulva hajtottak végre Bosznia-Hercegovinában, Bihács térségében levő célpontok ellen.
- november 22. – Horn Gyula miniszterelnökkel való találkozója után lemond Bod Péter Ákos, a Magyar Nemzeti Bank elnöke.
- november 23.
  - A NATO repülőgépeket ért támadásokat követően a NATO–erők légi csapást mérnek egy Otakától délre fekvő föld-levegő rakéta indítóállomás ellen, a korábban bejelentett önvédelmi intézkedéseknek megfelelően.
  - Hivatalosan elfogadják Szlovákia a NATO-val létrejövő PfP egyéni partnerségi programját.
- november 24. – Az Észak-atlanti Tanács nyilatkozatot ad ki, amelyben elítélik a boszniai szerb és krajnai szerb erők által a bihácsi ENSZ védett terület ellen végrehajtott támadásokat, továbbá intézkedéseket jelentenek be az ENSZ tárgyalási törekvéseinek támogatására.
- november 25. – Hivatalosan elfogadják Csehországnak a NATO-val létrejövő PfP egyéni partnerségi programját.
- november 28. – Norvégia lakossága, népszavazás keretében, nemet mond az Európai Uniós tagságra.
- november 29. – Az Árutőzsde Kft. jogutódjaként megalakul a Budapesti Árutőzsde.
- november 30. – Albinas Januska litván külügyi államtitkár a NATO–központba látogat; elfogadják a NATO-val létrejövő PfP egyéni partnerségi programját.

### December
- december 1. – Brüsszelben miniszteri ülést tart az Észak-atlanti Tanács.
- december 2.
  - 16:46-kor váltóállítási hiba miatt Szajol vasútállomáson kisiklik, majd az állomás felvételi épületébe rohan a Nyíregyházáról a Nyugati pályaudvarra tartó gyorsvonat. A baleset 31 halálos áldozatot követel, 54-en megsebesülnek.
  - Horvátország és a területének mintegy 30%-át uraló szerb „Krajinai Köztársaság” képviselői gazdasági megállapodást írnak alá, amely többek között a Zágráb-Belgrád autópálya és az Adria-olajvezeték egy szakaszának részleges megnyitását irányozza elő.
- december 5. – Leonyid Kucsma ukrán elnök – az EBEÉ budapesti csúcsértekezletén – aláírja az Atomsorompó Egyezményt (NPT), Oroszország, az Amerikai Egyesült Államok, és az Egyesült Királyság képviselői pedig az ún. budapesti memorandumot, mely biztonsági garanciákat nyújt Ukrajna, Fehéroroszország, és Kazahsztán területi integritását vagy politikai függetlenségét érintő fenyegetés, illetve erőszak alkalmazása esetén.
- december 5–6. – Az EBEÉ állam- és kormányfőinek budapesti csúcsértekezletén részt vesz Willy Claes NATO–főtitkár. Az EBEÉ új nevet vesz fel, a továbbiakban az Európai Biztonsági és Együttműködési Szervezet nevet viseli (EBESZ); közzéteszik az 1994. évi budapesti dokumentumot „Egy új korszakban az igazi partnerség felé” címmel.
- december 11.
  - Az orosz hadsereg megtámadja Csecsenföldet, ezzel kezdetét veszi az első csecsen háború.
  - Önkormányzati és kisebbségi önkormányzati választások Magyarországon.[15]
  - Budapest XXIII. kerülete a XX. kerületről leválva önállósul.
- december 14–15. – A NATO Védelmi Tervező Bizottság és az Atomtervező Csoport miniszteri szintű ülése.
- december 18. – Jimmy Carter volt amerikai elnök Zágrábba érkezik, hogy közvetítőként segítsen a boszniai válság megoldásában.
- december 19. – Az amerikai Time magazin a pápát választja az év emberének.
- december 22. – Olaszországban Silvio Berlusconi benyújtja kormánya lemondását.
- december 23. – Moszkvában bejelentik, hogy az orosz haderő körülzárta a csecsen fővárost. Groznij ellen folyamatosak a légitámadások, a város környékén elkeseredett harcok dúlnak.
- december 24. – Egyhetes tűzszünet lép életbe a szerb és a muzulmán harcoló felek között Boszniában.
- december 26. – Marseille-ben kommandós akcióval ér véget az Air France utasszállító gépének 55 órás túszdrámája. A gépet december 24-én Algírban 4 iszlám fegyveres kerítette hatalmába.

## Az év témái

### 1994 a zenében
- Az Omega 7 év szünet után ismét összeáll.
- Megalakul a The Rasmus, finn együttes
- Meghal Kurt Cobain, a Nirvana frontembere, ezzel feloszlik az együttes.
- Megalakul a Rammstein német együttes.
- Megjelenik a Tankcsapda albuma, a Jönnek a férgek
- Megalakul a Nevergreen együttes

#### Az év albumai
- Aaliyah: Age Ain’t Nothing but a Number
- Beck: Stereopathetic Soulmanure / Mellow Gold
- Aradszky László: Nem születtem grófnak / Aradszky I-II.
- Bonanza Banzai : Jóslat
- Boston: Walk On
- Brandy: Brandy
- Brian May: Live at the Brixton Academy
- Beck: Stereopathetic Soulmanure / Mellow Gold / One Foot in the Grave
- Bródy János: Az utca másik oldalán
- Charlie: Charlie
- Dolly Roll: Beat Turmix 2 / Tipi-Tapi Party
- East 17: Steam
- Edda Művek: Sziklaszív / Lelkünkből / Karaoke Edda
- Chris Norman: The Album
- Tátrai Band: Utazás az ismeretlenbe I. / Utazás az ismeretlenbe II.
- Joe Cocker: Have a Little Faith
- Cappella: U Got 2 Know / Move On Baby
- Cseh Tamás, Másik János – Bereményi Géza: Levél nővéremnek II.
- DJ BoBo: There Is a Party
- Dream Theater: Awake
- Donna Summer: Christmas Spirit
- Jamiroquai: The Return of the Space Cowboy
- Green Day: Dookie
- Happy Gang: Zimme-zumm
- Zámbó Jimmy: Jimmy IV. / Jimmy's Roussos
- Hip Hop Boyz: II.
- Korda György: 35 éves jubileum
- Frank Sinatra: Duets II
- Foreigner: Mr. Moonlight
- Edwyn Collins: Gorgeous George
- Illés Lajos: Cantus Hungaricus
- Madonna: Bedtime Stories
- Manhattan: Várj te hosszú forró nyár
- Mariah Carey: Merry Christmas
- Mayhem: De Mysteriis Dom Sathanas
- Mike Oldfield: The Songs of Distant Earth
- Nevergreen: Game Over
- New Kids on the Block: Face the Music
- Nine Inch Nails: The Downward Spiral
- Pap Rita: Csovi-csovi Jasper / Összetartozunk
- Paul Young: Reflections
- Pearl Jam: Vitalogy
- Pink Floyd: The Division Bell
- Sinéad O’Connor: Universal Mother
- Korda György: 35 éves jubileum
- Kovács Ákos: Test / All is One
- Korn: Korn
- The Rolling Stones: Voodoo Lounge
- Kylie Minogue: Kylie Minogue
- Halász Judit: A fiam + a lányom
- Halász Judit: Halász Judit – Válogatás
- Hevesi Tamás: Ezt egy életen át kell játszani
- Reel 2 Real: Move It!
- Ricchi e Poveri: I più grandi successi
- Roxette: Crash! Boom! Bang!
- Sade: The Best of Sade
- Scooter: …And the Beat Goes On!
- Soundgarden: Superunknown
- Seal: Seal
- Soho Party: Pizza...!
- Szandi: Tizennyolc
- Vincze Lilla: Két Hold
- The Cranberries: No Need to Argue
- The Offspring: Smash
- 2 Unlimited: Real Things
- 2 Brothers on the 4th Floor: Dreams
- Pa-dö-dő: Szép az élet, és én is szép vagyok
- Sick Of It All: Scrath The Surface
- Snap!: Welcome to Tomorrow
- Tankcsapda: Jönnek a férgek
- The Rolling Stones: Voodoo Lounge
- Tolcsvay László és Tolcsvay Béla: Óriáskoncert
- Tolcsvay László és Tolcsvay Béla: Testvérek
- Slayer: Divine Intervention
- Youssou N’Dour: The Guide (Wommat)
- Zoltán Erika: Blue Pearl
- TLC: CrazySexyCool

### 1994 a sportban
- február 12. - február 27. XVII. Téli olimpiai játékok Lillehammer, Norvégia, 67 ország versenyzői részvételével.
- május 1. – Tragikus versenybalesetben meghalt Ayrton Senna, minden idők egyik legmeghatározóbb alakja a Formula–1-ben
- Michael Schumacher megnyeri élete első Formula–1-es világbajnoki címét, Benetton-Ford csapattal.
- június 17.–július 17. 1994-es labdarúgó-világbajnokság, amelyet az USA rendez, Világbajnok: Brazília negyedik világbajnokságát szerzi meg.
- A Vác FC Samsung nyeri az NB1-et. Ez a klub első bajnoki címe.

## Születések

### Január
- január 1. – Zemgus Girgensons litván jégkorongozó
- január 6.
  - Jameis Winston amerikai futball játékos
  - Denis Suárez spanyol labdarúgó
- január 10. - Faith Kipyegon mauritiusi úszó
- január 12. - Emre Can német labdarúgó
- január 13. – Bayan Jumah szír úszónő
- január 14.
  - Kai dél-koreai énekes
  - Muktar Edris etiópiai hosszú-táv futó
- január 15. - Eric Dier angol labdarúgó
- január 17. – Minzy dél-koreai rapper, énekesnő és táncos
- január 19. - Matthias Ginter német labdarúgó
- január 21. – Booboo Stewart amerikai színész
- január 24. - Juanpi venezuelai labdarúgó

### Február
- február 1. – Harry Styles brit énekes
- február 2. – Saki Nakajima japán énekesnő
- február 6. – Charlie Heaton angol színész
- február 8. – Nikki Yanofsky kanadai énekesnő
- február 6. – Makenzie Vega amerikai színésznő
- február 11. – Dominic Janes amerikai színész
- február 13. – Memphis Depay holland labdarúgó
- február 14.
  - Paul Butcher amerikai színész
  - Allie Grant amerikai színésznő
- február 16.
  - Federico Bernardeschi olasz labdarúgó
  - Matthew Knight amerikai színész
  - Ava Max amerikai énekesnő, dalszerző
- február 23.
  - Dakota Fanning amerikai színésznő és modell
  - Lucas Pouille francia teniszjátékos
- február 24. – Earl Sweatshirt amerikai rapper
- február 25. – Eugenie Bouchard kanadai teniszjátékos
- február 27. – Hou Ji-fan kínai sakk játékos
- február 28. – Arkadiusz Milik lengyel labdarúgó

### Március
- március 1. – Justin Bieber kanadai énekes
- március 5. – Gastón Silva uruguayi labdarúgó
- március 6.
  - Nguyen Thanh Hien vietnámi származású magyar énekesnő
  - Marcus Smart amerikai válogatott kosárlabdázó
- március 7.
  - Chase Kalisz amerikai úszó
  - Jordan Pickford angol labdarúgó
- március 8. - Dylan Tombides ausztrál labdarúgó († 2014)
- március 12. - Christina Grimmie amerikai énekesnő († 2016)
- március 13.
  - Christina Grimmie spanyol labdarúgó
  - Yannick Gerhardt német labdarúgó
- március 14.
  - Nick Goepper amerikai síakrobata
  - Ansel Elgort amerikai színész, énekes és DJ
- március 16. Joel Embiid kameruni kosárlabda játékos
- Március 17. Marcel Sabitzer osztrák labdarúgó
- március 26. – Vatanabe Maju japán énekesnő
- március 27. – Yoan Cardinale francia labdarúgó
- március 29. – Sulli dél-koreai énekesnő

### Április
- április 3. – Csong Szunghjon dél-koreai labdarúgó
- április 4. – Risako Sugaya japán énekesnő
- április 11. – Dakota Blue Richards angol színésznő
- április 12.
  - Oh Se-hun dél-koreai énekes
  - Saoirse Ronan amerikai-ír színésznő
  - Airi Suzuki japán énekesnő
  - Eric Bailly elefántcsontparti labdarúgó
- április 14. – Skyler Samuels amerikai színésznő
- április 18. - Moisés Arias amerikai színész
- április 20. - Jordan Thompson ausztrál teniszjátékos
- április 21. - Ludwig Augustinsson svéd labdarúgó
- április 22. – Duncan Robinson amerikai kosárlabdázó
- április 25. - Omar McLeod jamaicai gátugró
- április 28. - Milos Degenek ausztrál labdarúgó

### Május
- május 3. – Jessica Sula walesi színésznő
- május 4.
  - Pauline Ducruet monacói hercegnő, műugró
  - Alexander Gould amerikai színész
- május 5. - Marco Benassi olasz labdarúgó
- május 6. - Mateo Kovačić horvát labdarúgó
- május 8. - Nyári Dia magyar színésznő
- május 14.
  - Marquinhos brazil labdarúgó
  - Edison Flores perui labdarúgó
- május 18. – Ebru Şahin török színésznő
- május 20. - Piotr Zieliński lengyel labdarúgó
- május 21. – Thomas Daley angol műugró
- május 23. – Thomas Pledl német labdarúgó
- május 25. – Aly Raisman amerikai műugró
- május 27.
  - Shawnacy Barber kanadai rúdugró († 2024)
  - Aymeric Laporte francia labdarúgó
  - Maximilian Arnold német labdarúgó
- május 28.
  - Son Yeon-jae dél-koreai ritmikus gimnasztikás
  - John Stones angol labdarúgó

### Június
- június 1. – Giorgian De Arrascaeta uruguayi labdarúgó
- június 6. – Yvon Mvogo svájci labdarúgó
- június 9. – Viktor Fischer dán labdarúgó
- június 11.
  - Ivana Baquero spanyol színésznő
  - Jessica Fox ausztrál kajakos
- június 15.
  - Vincent Janssen holland labdarúgó
  - Iñaki Williams spanyol labdarúgó
  - Yussuf Poulsen dán labdarúgó
  - Alice Englert ausztrál színésznő
- június 17. – Amari Cooper amerikai futball játékos
- június 19. - Scarlxrd brit rapper
- június 21. – Chisato Okai japán énekesnő
- június 23. – Connor Jessup amerikai színész
- június 26. – Ripka Kálmán magyar színész
- június 29. – Leandro Paredes argentin labdarúgó

### Július
- július 2. – Baba Rahman ghánai labdarúgó
- július 6. – Camilla és Rebecca Rosso angol iker színésznők
- július 7. – Ashton Irwin ausztrál énekes, a 5 Seconds of Summer dobosa
- július 16. – Mark Indelicato amerikai színész
- július 17.
  - Victor Lindelöf svéd labdarúgó
  - Benjamin Mendy francia labdarúgó
- július 22. – Ashton Irwin
- július 27. – Tótka Sándor olimpiai bajnok magyar kajakozó
- július 28. – Kilényi Márk magyar szinkronszínész
- július 29. – Daniele Rugani olasz labdarúgó

### Augusztus
- augusztus 1. – Cătălin Ungur román úszó
- augusztus 2. – Emil Krafth svéd labdarúgó
- augusztus 3.
  - Todd Gurley amerikai futball játékos
  - Corentin Tolisso francia labdarúgó
- augusztus 9. - King Von amerikai rapper
- augusztus 10.
  - Bernardo Silva portugál labdarúgó
  - Gál-Oravecz István romániai magyar gyorskorcsolyázó
- augusztus 15. - Jesús Gallardo mexikói labdarúgó
- augusztus 17.
  - Hatanaka Taszuku japán színész és szinkronszínész
  - Taissa Farmiga amerikai színésznő
  - Tiémoué Bakayoko francia labdarúgó
- augusztus 18.
  - Morgan Sanson francia labdarúgó
  - Somhegyi Krisztián magyar műugró
- augusztus 27. - Ellar Coltrane amerikai színész

### Szeptember
- szeptember 1. – Bianca Ryan amerikai énekesnő
- szeptember 8. – Bruno Borges Fernandes portugál labdarúgó
- szeptember 11. – Dwayne Benjamin Didon seychelles-szigeteki úszó
- szeptember 14. - Fahad Al-Muwallad szaúd-arábiai labdarúgó
- szeptember 12. – Mhairi Black skót politikus
- szeptember 16. –Aleksandar Mitrović szerb labdarúgó
- szeptember 18. – Domonic Bedggood ausztrál műugró
- szeptember 23. – Yerry Mina kolumbiai labdarúgó

### Október
- október 3. – Kepa Arrizabalaga spanyol labdarúgó
- október 9. – Jodelle Ferland kanadai színésznő
- október 10. – Bae Suzy dél-koreai színésznő és énekes
- október 14. – Jared Goff amerikai futball játékos
- október 24.
  - Krystal Jung dél-koreai énekesnő
  - Bruma  portugál labdarúgó
  - Ueda Naomicsi japán labdarúgó
- október 26. – Allie DeBerry amerikai színésznő és modell
- október 27. – Kurt Zouma francia labdarúgó

### November
- november 1. – James Ward-Prowse angol labdarúgó
- november 7. – Haruna Iikubo japán énekesnő
- november 8. – Lauren Alaina amerikai énekesnő
- november 9. – Penke Bence magyar szinkronszínész
- november 10.
  - Óliver Torres spanyol labdarúgó
  - Zoey Deutch amerikai színésznő
- november 17.
  - Raquel Castro amerikai színésznő és énekes
  - Krúbi Fonogram-díjas magyar énekes, rapper, zeneszerző
- november 20. – Gasparics Fanni magyar korosztályos válogatott jégkorongozó
- november 21. – Saúl Ñíguez spanyol labdarúgó
- november 22. – Dacre Montgomery ausztrál színész
- november 24. – Nabil Bentaleb algíri labdarúgó
- november 29. – Julius Randle amerikai kosárlabda játékos

### December
- december 3. – Jake T. Austin amerikai színész
- december 6. – Jánisz Antetokúnmpo görög kosárlabda játékos
- december 7. – Hanjú Juzuru japán világbajnok műkorcsolyázó
- december 8.
  - Raheem Sterling angol labdarúgó
  - Conseslus Kipruto kenyai középtáv futó
- december 17. – Nat Wolff amerikai színész
- december 19. – M’Baye Niang szenegáli labdarúgó
- december 22. – Vu Liu-fang kínai tornász
- december 28. – Adam Peaty angol úszó
- december 29. – Kako Akihito hercegnő japán hercegnő

## Halálozások 1994-ben
- február 18. – Oláh Andor természetgyógyász, orvos, szakíró (* 1923)
- április 5. – Kurt Cobain, a Nirvana együttes frontembere (* 1967)
- április 22. – Richard Nixon, az Amerikai Egyesült Államok 37. elnöke (* 1913)
- május 1. – Ayrton Senna, háromszoros Formula–1 világbajnok (* 1960)
- július 2. – Radó György író, műfordító, irodalomtörténész (* 1912)
- szeptember 8. – Szentágothai János Kossuth-díjas magyar anatómus, egyetemi tanár, országgyűlési képviselő, a Magyar Tudományos Akadémia elnöke (* 1912)

## Nobel-díjak
| Fizikai            | Bertram N. Brockhouse kanadai és Clifford G. Shull amerikai fizikusok                                                            |
| Kémiai             | Oláh György (George A. Olah) magyar származású amerikai kémikus                                                                  |
| Orvosi-fiziológiai | Alfred G. Gilman Martin Rodbell amerikai orvosok                                                                                 |
| Irodalmi           | Óe Kenzaburó japán író |
| Béke               | Jasszer Arafat palesztin, Simón Peresz és Jichák Rabin izraeli politikusok                                                       |
| Közgazdasági       | Harsányi János (John C. Harsanyi) magyar származású amerikai, valamint John F. Nash Jr. és Reinhard Selten amerikai közgazdászok |